# Сарауад (Сату Маре)
Сарауад (рум. Sărăuad) насеље је у Румунији у округу Сату Маре у општини Ташнад. Oпштина се налази на надморској висини од 171 m.

## Становништво
Према подацима из 2002. године у насељу је живело 1049 становника.

### Попис2002.
| Расподела становништва по националности 2002.‍ | Расподела становништва по националности 2002.‍ | Расподела становништва по националности 2002.‍ | Расподела становништва по националности 2002.‍ | Расподела становништва по националности 2002.‍ |
| --------------------------------------------- | --------------------------------------------- | --------------------------------------------- | --------------------------------------------- | --------------------------------------------- |
|                                               |                                               |                                               |                                               |                                               |
| Румуни                                        | Румуни                                        |                                               | 498                                           | 47,5%                                         |
| Мађари                                        | Мађари                                        |                                               | 258                                           | 24,6%                                         |
| Роми                                          | Роми                                          |                                               | 293                                           | 27,9%                                         |